# Carlos Queiroz Ribeiro

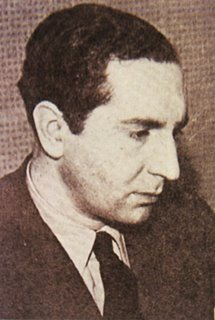
Der Dichter Carlos Queiroz

Jose Carlos Queiroz Nunes Ribeiro (* 5. April 1907 in Lissabon, Portugal; † 27. Oktober 1949 in Paris, Frankreich) war ein portugiesischer Lyriker. Obwohl sein Werk sehr schmal ist, ist es doch durch seine tiefe Freundschaft mit Fernando Pessoa bedeutend und durch die Tatsache, dass seine Tante die einzige Lebenspartnerin im Leben Pessoas war.

## Leben
Carlos Queiroz wurde in Lissabon geboren und studierte Jura in Coimbra. Später schrieb er für diverse Magazine, in denen auch zuerst seine Gedichte erschienen, so für A Contemporea und Revista de Portugal. Seine Lieblingsthemen waren die Kindheit, die Liebe und die Welt. 1935 erhielt er den Premio Antero de Quental und damit eine der höchsten Literaturauszeichnungen des Landes.
Er war Direktor der Zeitschriften „Panorama“ (1941) und „Litoral“ (1944). Am 27. Oktober 1949 starb er in Paris.

## Pessoa, Ophélia und Carlos
Seine Tante Ophélia Queiroz hatte als junge Frau eine Liaison mit dem Dichter Fernando Pessoa. Sie blieb die einzige im Leben des Dichters. Sie hatte Pessoa über eine Annonce kennengelernt, ihr Neffe war häufiger Gast im Hause Pessoa. Während der zweiten Liaison der beiden brachte Carlos Queiroz ein Foto mit, das er seiner Tante zeigte, auf der Pessoa beim Trinken von Alkohol zu sehen war. Das Bild enthielt eine Widmung für Carlos Queiroz und gehört zu den berühmtesten Bildern, die von Pessoa existieren. Aufgrund dieses Bildes und der Intervention von Carlos Queiroz nahm seine Tante nochmal für kurze Zeit Kontakt mit Pessoa auf.
Nach dem Tode von Pessoa konnte er vor allem durch einen Essay an seinen besten Freund erinnern: Homenagem a Fernando Pessoa, erschienen 1936 als Essay, erschienen in der Zeitschrift Presença sowie einen Brief als Erinnerung an Pessoa: Carta a memoria de Fernando Pessoa (zum ersten Todestag), erschienen ebenfalls in Presença, Nr. 40, Juli 1936.

## Werk
- Desaparecida (1935), Lyrik.
- Breve tratado de nao-versificaçao (1948), Lyrik.
- Poesia de Carlos Queiros (posthum 1966), Gesamtauswahl seiner Gedichte